# Вільний від біклік граф
У теорії графів ві́льний від t-біклі́к граф — граф, у якому немає повних двочасткових графів із 2t вершинами Kt,t як підграфів. Сімейство графів є вільним від біклік, якщо існує число t таке, що всі графи в сімействі вільні від t-біклік. Сімейства вільних від біциклів графів утворюють один із найзагальніших типів сімейств розріджених графів. Вони виникають у задачах інцидентності в комбінаторній геометрії, а також використовуються в теорії параметричної складності.

## Властивості

### Розрідженість
За теоремою Коварі — Сос — Турана, будь-який вільний від t-біциклів граф із n вершинами має O(n2 − 1/t) ребер, тобто, граф істотно рідкший, ніж щільний граф. З іншого боку, якщо сімейство графів визначене забороненими підграфами або замкнуте відносно операції взяття підграфа і не включає щільних графів довільно великого розміру, воно має бути вільним від t-біклік для деякого t, інакше, сімейство має включати довільно великі щільні повні двочасткові графи.
Щодо нижньої межі Ердеш, Хайнал і Муун висловили припущення, що будь-який максимальний вільний від t-біклік двочастковий граф (до якого не можна додати ребро без створення t-бікліки) має принаймні (t − 1)(n + m − t + 1) ребер, де n та m — число вершин у кожній частці графа.

### Зв'язок з іншими типами сімейств розріджених графів
Граф із виродженням d є обов'язково вільним від (d + 1)-біклік. Крім того, сімейство вільних від бікліків графів має бути ніде не щільним, що означає, що для будь-якого числа k існує граф, який не є k-неглибоким мінором будь-якого графа зі сімейства. Зокрема, якщо існує граф з n вершинами, який не є 1-неглибокими мінором, то сімейство має бути вільним від n-біклік, оскільки всі графи з n вершинами є 1-неглибокими мінорами графа Kn,n. Отже, вільні від біклік сімейства графів уніфікують два з найзагальніших класів розріджених графів.

## Застосування

### Дискретна геометрія
У комбінаторній геометрії багато типів графів інцидентності завідомо вільні від біклік. Наприклад, граф інцидентності скінченної множини точок і прямих на евклідовій площині завідомо не містить підграфа K2,2.

### Параметризована складність
Вільні від біклік графи використовують у теорії параметризованої складності для розробки алгоритмів, ефективних для розріджених графів із досить малими вхідними параметрами. Зокрема, пошук домінівної множини розміром k на вільних від t-біклік графах є фіксовано-параметризовано розв'язною задачею, якщо використати параметр k + t, навіть попри те, що існують вагомі підстави, що це неможливо, якщо використовувати тільки параметр k без t. Ті ж результати істинні для багатьох варіантів задачі про домінівну множину. Перевірка, чи має домінівна множина розмір не більше k можна також перетворити на іншу перевірку з тією ж параметризацією застосуванням низки вставок і видалень вершин, зберігаючи властивість домінування.